# ساس‌ریختان
ساس‌ریختان (نام علمی: Cimicomorpha) نام یک فروراسته از زیرراسته ناجوربالان است.